# 围北县
围北县是1947年1月在河北省最北部的围场县分设的县份。

## 历史
1946年12月，中共冀热辽中央分局决定以伊逊河、道坝子沟河和大唤起河之间的分水岭为界，把围场县分为围场、围北两县，分别隶属于冀热察区党委的热西地委专署和中央分局直属的乌丹地委（第二十二专署）。其中，伊逊河以东、以北为围北县辖区，张桂楠（1923.6—1976.12.23）任县工委书记（县委书记），王力华任武工队队长（县长）。围北县武工队坚持县域东北部山区的三义永乡、张家湾乡、山湾子乡、姜家店乡一带；克勒沟区武工队在新地乡山区坚持。1947年5月主力部队冀察热辽军区独立第13旅攻克围场县城锥子山街后，围北县委、县政府进驻朝阳湾镇。1947年11月10日撤销乌丹地委、专署、警备区，11月15日围北县撤销建制，所辖区域回归围场县。

## 行政区划
- 棋盘山区
- 新拨区
- 朝阳湾区
- 腰站区
- 蓝旗卡伦区
- 克勒沟区